# Gardeja
Gardeja est un village polonais de la voïvodie de Poméranie et du powiat de Kwidzyn. Il est le siège de la gmina de Gardeja et compte environ 2 500 habitants.

## Histoire
De 1752 à 1945, Garnsee fait partie de l'arrondissement de Marienwerder (de) dans le district de Marienwerder au sein de la province de Prusse-Occidentale